# Atherochernes breviductus
Espèce
Atherochernes breviductus est une espèce de pseudoscorpions de la famille des Chernetidae.

## Distribution
Cette espèce est endémique du Veracruz au Mexique. Elle se rencontre vers Calcahualco.

## Description
La femelle holotype mesure 3,08 mm, les mâles mesurent de 1,98 à 2,46 mm et les femelles de 2,36 à 3,08 mm.

## Publication originale
- Piedra-Jiménez, Álvarez-Padilla & González-Santillán, 2019 : Two new species of pseudoscorpions (Arachnida: Pseudoscorpiones) from a Mexican oak forest near Pico de Orizaba National Park. Journal of Arachnology, vol. 47, no 1, p. 95-109.